# Coenonympha skypetarum
Coenonympha skypetarum är en fjärilsart som beskrevs av Hans Rebel och Hans Zerny 1932. Coenonympha skypetarum ingår i släktet Coenonympha och familjen praktfjärilar. Inga underarter finns listade i Catalogue of Life.